# A Tarde
A Tarde est un quotidien brésilien, publié dans l'État de Bahia. Il est fondé par le journaliste et homme politique Ernesto Simões Filho (pt) le 15 octobre 1912.
Il est l'un des plus anciens journaux toujours en circulation du pays et le plus ancien de Bahia.